# Seznam uměleckých realizací ve veřejném prostoru v Újezdě nad Lesy
Seznam uměleckých realizací v Újezdě nad Lesy v Praze 21 obsahuje tvorbu výtvarných umělců umístěnou ve veřejném prostoru v katastrálním území Újezd nad Lesy. Seznam je řazen podle ulic a nemusí být úplný.

## Seznam uměleckých realizací
| Název                         | Fotografie                                                           | Lokace                                                | Autor                   | Rok       | Popis                      | Poznámka                                                            |
| ----------------------------- | -------------------------------------------------------------------- | ----------------------------------------------------- | ----------------------- | --------- | -------------------------- | ------------------------------------------------------------------- |
| Informační piktogram          | Kategorie „Informační piktogram (Ivan Kalvoda)“ na Wikimedia Commons | Malešovská 1652 50°4′20,42″ s. š., 14°40′50,23″ v. d. | Ivan Kalvoda (*1941)    | 1983      | informační prvek, keramika | Sídliště Rohožník, fasáda OC                                        |
| Keramické florální sloupy (†) |                                                                      | Malešovská 1652 50°4′20,12″ s. š., 14°40′50,54″ v. d. | Milan Žofka (1946–2018) | 1983–1989 | socha, keramika            | Sídliště Rohožník, atrium OC, odstraněno roku 2019 při rekonstrukci |